# Olszyna (gmina)
Olszyna est une gmina mixte du powiat de Lubań, Basse-Silésie, dans le sud-ouest de la Pologne. Son siège est la ville d'Olszyna, qui se situe environ 9 km au sud-est de Lubań, et 116 km à l'ouest de la capitale régionale Wrocław.
La gmina couvre une superficie de 47,16 km2 pour une population de 6 881 habitants.

## Géographie
La gmina est bordée par les gminy de Gryfów Śląski, Lwówek Śląski, Mirsk, Stara Kamienica et Wleń.